# Cimetière des officiales de Carthage
Le cimetière des officiales de Carthage est un cimetière d'époque romaine situé en lisière du site archéologique de Carthage, le long de la route du Kram, et qui a fait l'objet de fouilles depuis le XIXe siècle.
D'abord mis au jour par le père Alfred Louis Delattre, il a livré des mausolées de stuc et de plâtre finement ciselé dont l'un constitue l'une des pièces maîtresses du musée national du Bardo.

## Localisation
Le site est situé à proximité des citernes de La Malga, à la limite nord du site archéologique.

## Histoire

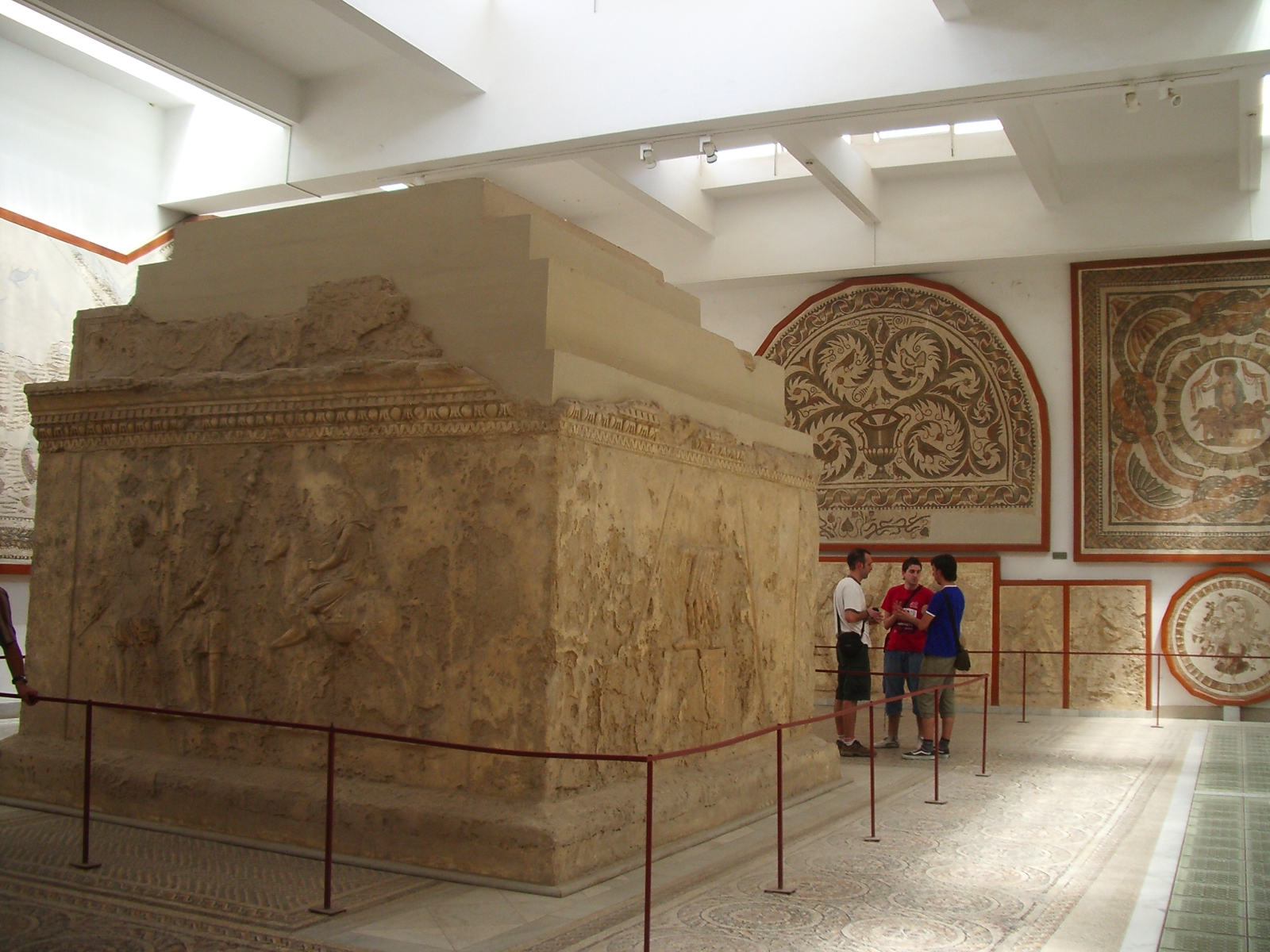
Salle du mausolée au musée du Bardo.

Le cimetière était destiné aux membres de l'administration de la Proconsulaire, aux affranchis et esclaves du bureau du procurateur,. Les associations funéraires permettaient contre paiement d'une cotisation d'organiser les funérailles sur un terrain réservé à cet effet.

## Découvertes
Les tombes étaient constituées de cippes ornés de stuc décoré de motifs divers. Les urnes étaient intégrées à la maçonnerie et le cippe pouvait possédait un endroit pour le dépôt d'offrandes, une dédicace étant déposée au-dessus.
Les fouilles ont livré en particulier deux mausolées de stuc et de marbre.
Certaines tombes étaient ornées de bas-reliefs de stuc et de plâtre ciselé. Parmi les motifs figurent un cavalier accompagné de cavaliers porte-enseignes ainsi que d'autres motifs signifiant la fin de la vie. Le motif est l'entrée d'un légat muni des insignes de cette magistrature.
À proximité du cimetière a été dégagée la villa de l'aurige Scorpianus.